# William Harrell Felton

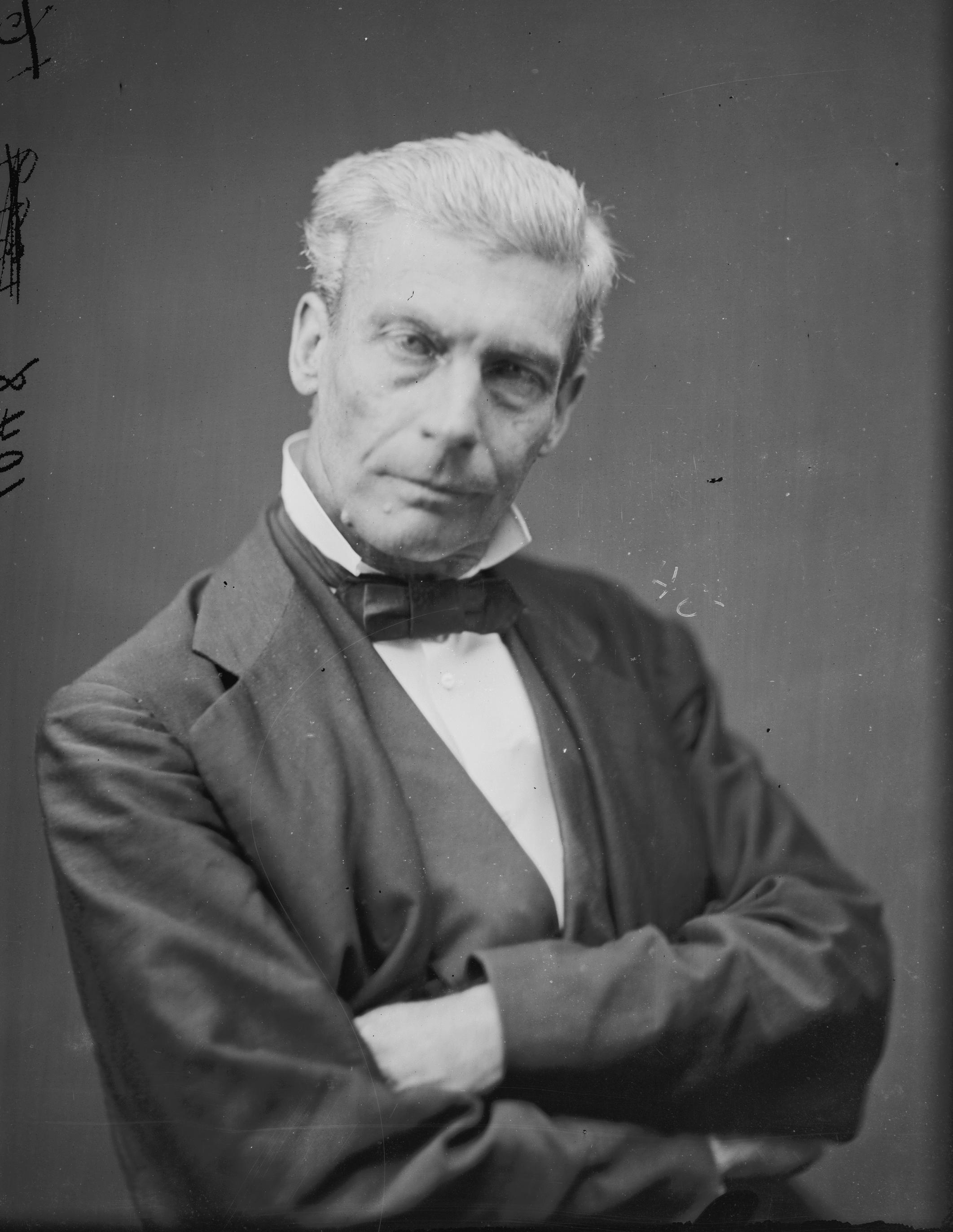
William Harrell Felton

William Harrell Felton (* 19. Juni 1823 bei Lexington, Georgia; † 24. September 1909 in Cartersville, Georgia) war ein US-amerikanischer Politiker. Zwischen 1875 und 1881 vertrat er den Bundesstaat Georgia im US-Repräsentantenhaus.

## Werdegang
William Felton besuchte die öffentlichen Schulen seiner Heimat und studierte danach bis 1843 an der University of Georgia in Athens. Nach einem anschließenden Medizinstudium am Medical College of Georgia in Augusta und seiner im Jahr 1844 erfolgten Zulassung als Arzt begann er in seinem neuen Beruf zu arbeiten. Außerdem war er als Lehrer und in der Landwirtschaft tätig. Im Jahr 1851 wurde Felton in das Repräsentantenhaus von Georgia gewählt. Er war auch in der Methodistenkirche aktiv. Im Jahr 1857 wurde er zum Geistlichen ordiniert. Während des Bürgerkrieges war er als Arzt im Einsatz.
Bei den Kongresswahlen des Jahres 1874 wurde Felton als unabhängiger Kandidat im siebten Wahlbezirk von Georgia in das US-Repräsentantenhaus in Washington, D.C. gewählt, wo er am 4. März 1875 die Nachfolge von Pierce M. B. Young antrat. Nach zwei Wiederwahlen konnte er bis zum 3. März 1881 drei Legislaturperioden im Kongress absolvieren. Bei den Wahlen des Jahres 1880 wurde er nicht wiedergewählt.
Nach seinem Ausscheiden aus dem US-Repräsentantenhaus wurde Felton wieder als Geistlicher tätig. Außerdem arbeitete er wieder in der Landwirtschaft. Zwischen 1884 und 1890 saß er erneut im Repräsentantenhaus von Georgia. In den Jahren 1886 bis 1892 war er auch Kurator der University of Georgia. Er starb am 24. September 1909 in Cartersville.
Seine Frau Rebecca Ann Latimer Felton wurde 1922 zur ersten weiblichen Senatorin der USA ernannt.